# Wacław Malanowski

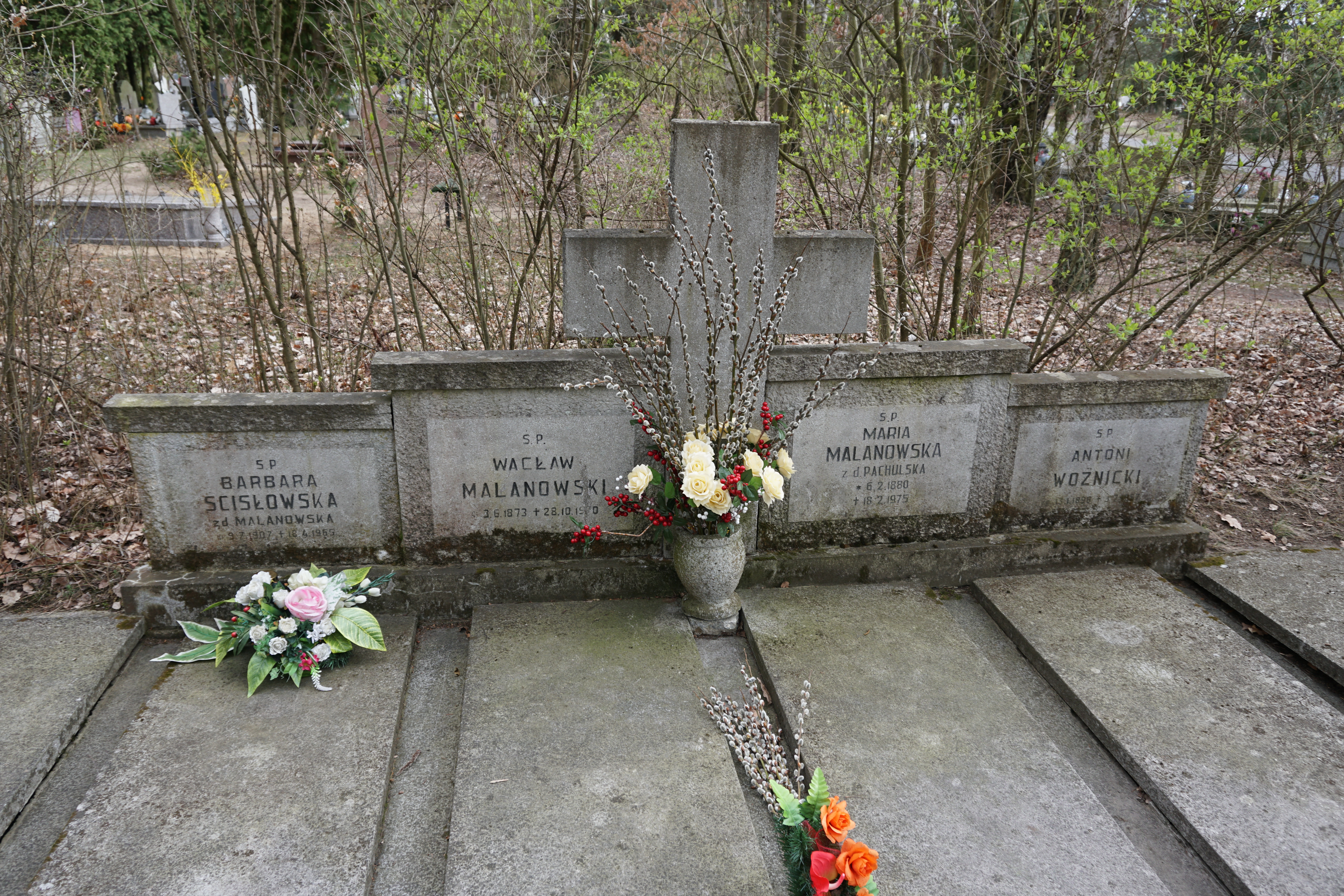
Grób Wacława Malanowskiego na cmentarzu Miłostowo w Poznaniu

Wacław Nikodem Malanowski (ur. 3 lub 6 czerwca 1873 w Dąbrówce, zm. 28 lub 31 października 1970 w Poznaniu) – działacz społeczny i niepodległościowy, w II Rzeczypospolitej starosta i notariusz.

## Życiorys
Syn Ignacego i Marii z domu Czerwińskiej. Absolwent gimnazjum w Lublinie. Był zatrudniony w Ordynacji Zamojskich w Zwierzyńcu od 1905 do 1908. Był dyrektorem Towarzystwa „Browar Parowy” w Janowie Lubelskim. Zaangażował się w działalność wydawniczą, od 1906 publikując konspiracyjne pismo „Głos Ziemi Chełmskiej”. Był działaczem niepodległościowym i gospodarczym. Po wybuchu I wojny światowej 1914 był internowany, a jego majątek został skonfiskowany. Wstąpił do Legionów Polskich i służył w 3 pułku piechoty w składzie II Brygady. Działał propagandowo w ramach Polskiej Organizacji Wojskowej pod pseudonimem „Ogończyk”.
Przed 1918 sprawował stanowiska lustratora gmin powiatu piotrkowskiego, po odzyskaniu przez Polskę niepodległości w listopadzie 1918 został komisarzem rządu ludowego, został przewodniczącym sejmiku i wydziału powiatowego w Piotrkowie Trybunalskim, od 1919 do 1921 był kierownikiem biura Wydziału Powiatowego w Opocznie.
Następnie przeniósł się do Włodzimierza Wołyńskiego był komisarzem cywilnym przy dowództwie 2 Armii, został urzędnikiem Urzędu Województwa Wołyńskiego, od 1921 sprawował funkcję pełniącego obowiązki starosty powiatu włodzimierskiego, a w sierpniu 1922 został mianowany starostą tego powiatu i piastował ten urząd do 1924. W późniejszym czasie pełnił funkcję starosty powiatu augustowskiego od grudnia 1924 do lipca 1927, starosty powiatu łowickiego od 1927, starosty powiatu rypińskiego, po czym 28 lutego 1929 został mianowany starostą powiatu kościerskiego. Od 31 października 1932 był radcą wojewódzkim Urzędu Województwa Tarnopolskiego. Pracował jako notariusz w Łucku (1933), a od marca 1934 w Sandomierzu. W tym mieście zamieszkiwał przy ulicy Reformackiej 6.
Zmarł w 1970 w Poznaniu. Został pochowany na cmentarzu Miłostowo w Poznaniu (pole 6, kwatera 6, miejsce 1).
Jego żoną była Marianna z domu Pachulska (1880–1975), z którą miał trzy córki Marię Woźnicką , Halinę Kotecką i Barbarę Ścisłowską .

## Ordery i odznaczenia
- Krzyż Kawalerski Orderu Odrodzenia Polski (2 maja 1923)[13][14]
- Medal Niepodległości (17 marca 1938)[15]
- Odznaka pamiątkowa Polskiej Organizacji Wojskowej
- Odznaka Za propagandę na rzecz „Pożyczki Odrodzenia”
- Złota Odznaka Za powszechny spis ludności